# Contribution Delalande
Pour les articles homonymes, voir Delalande.
La contribution Delalande était une taxe française que devaient payer les entreprises qui licenciaient des salariés de plus de 50 ans. Elle porte le nom d'un ancien député RPR, Jean-Pierre Delalande, qui est l'auteur de la loi qui l'a créée en 1987. Elle était d'un montant compris entre un et douze mois de salaire brut. 
Initialement destinée à dissuader les entreprises de licencier les seniors, cette contribution a abouti à l'effet inverse : les entreprises licencient les salariés qu'elles ne sont pas sûres de vouloir garder quelques mois avant leur 50e année. C'est une illustration de l'effet de seuil. Ainsi selon la CCIP, « elle a constitué un véritable frein à l’emploi et a participé à la mise à l’écart [des plus de 50 ans] ». Le chroniqueur économique Éric Le Boucher fait le même constat et, se fondant sur une note de l'Insee, écrit que « il est certain que le dispositif a poussé les entreprises à ne plus embaucher des gens de plus de 50 ans sous prétexte que, cinq ans plus tard, ils seront devenus coûteux à faire partir ».
La majorité socialiste avait réduit les possibilités d'exonération de cette contribution le 8 juillet 1999.
Le député Alain Gest avait proposé sa suppression en 2005. La loi no 2006-1770 du 30 décembre 2006 a finalement programmé la suppression de la contribution Delalande pour janvier 2008. 
Un amendement du Sénat aurait pu donner lieu à une nouvelle loi, en la remplaçant par un quota de 8 % de salariés de 55 ans et plus dans chaque entreprise de plus de 250 salariés, sous peine d'une amende d'environ 5 000 €. Ce quota a été critiqué par les mouvements libéraux et finalement rejeté en commission mixte paritaire (CMP).
Elle a été totalement supprimée au 1er janvier 2008.